# Milepæl (delmål)
Milepæl kaldes delmål i et projekt.
Projektets milepæle fastsættes under projektplanlægningen.
Projektets endelige mål kaldes projektmål.